# Furebambus
Furebambus (Phyllostachys) er udbredt i Østasien med ca. 35 arter. Det er flerårige, forveddede græsser med en opret til buet overhængende vækst. Arterne har alle nogle slanke jordstængler, hvorfra de buskagtige eller træagtige skud skyder op. Derfor er planernes vækstform ikke tueformet, men mere fladedækkende. De fleste arter har skudhøjder på mere end 10 m. Skuddene er runde i tværsnit, men ovenover sideskuddene har hovedskuddet en fure eller flad side. Fra hvert knæ udspringer to sideskud, eller der kan forekomme et tredje, men betydeligt svagere sideskud. Bladene er først dækket af bladskeder, som også omkranser skuddet, men de falder snart af. Bladene er linjeformede og helrandede med en kort spids. Blomsterne er samlet i stande, som består af 1-7 småaks. De er indhyllet i talrige blade, hvad der har givet slægten navnet phyllostachys (af græsk phyllon = "blad" + stachys = "aks"). 
| Beskrevne arter |

- Gylden furebambus (Phyllostachys aurea)
- Olivensort furebambus (Phyllostachys nigra)
- Phyllostachys edulis ~ spiselige "bambusskud"

| Andre arter |

| - Phyllostachys angusta - Phyllostachys arcana - Phyllostachys aureosulcata - Phyllostachys bambusoides - Phyllostachys bissetii - Phyllostachys dulcis - Phyllostachys elegans - Phyllostachys flexuosa - Phyllostachys glauca - Phyllostachys heteroclada - Phyllostachys humilis - Phyllostachys incarnata | - Phyllostachys iridescens - Phyllostachys kwangsiensis - Phyllostachys makinoi - Phyllostachys mannii - Phyllostachys meyeri - Phyllostachys nana - Phyllostachys nidularia - Phyllostachys nuda - Phyllostachys parvifolia - Phyllostachys platyglossa - Phyllostachys praecox - Phyllostachys prominens | - Phyllostachys propinqua - Phyllostachys purpurata - Phyllostachys rubromarginata - Phyllostachys sulphurea - Phyllostachys violascens - Phyllostachys viridiglaucescens - Phyllostachys vivax - Phyllostachys yunhoensis |

## Eksternt link
- Harvard universitet: Phyllostachys Arkiveret 19. september 2011 hos  Wayback Machine – (engelsk)-sproget, videnskabelig gennemgang af slægten Phyllostachys med en brugbar nøgle.